# Firenzuola
Firenzuola település Olaszországban, Toszkána régióban, Firenze megyében. Lakosainak száma 4394 fő (2023. január 1.). Firenzuola Barberino di Mugello, Borgo San Lorenzo, Castel del Rio, Castiglione dei Pepoli, Monghidoro, Monterenzio, Palazzuolo sul Senio, San Benedetto Val di Sambro, Scarperia és Scarperia e San Piero községekkel határos.

## Népesség
A település lakossága az elmúlt években az alábbi módon változott:
| Lakosok száma | 4844 | 4599 | 4394 |
|               | 2013 | 2018 | 2023 |